# 그레

문장

그레(Gray, [ɡʁe])는 프랑스 동부 부르고뉴프랑슈콩테 지방 오트손 주에 위치한 지자체이다. 2021년 기준 인구는 5,551명.
손강 유역에 위치해 있으며, 그레는 손강이 코트도르주로 들어가기 전 오트손 주에서 마지막으로 지나는 주요 도시이다.

## 인구
| 연도        | 인구  | ±% p.a. |
| ----------- | ----- | ------- |
| 1968        | 7,789 | —       |
| 1975        | 8,805 | +1.77%  |
| 1982        | 7,723 | −1.86%  |
| 1990        | 6,916 | −1.37%  |
| 1999        | 6,773 | −0.23%  |
| 2009        | 6,050 | −1.12%  |
| 2014        | 5,504 | −1.87%  |
| 2020        | 5,560 | +0.17%  |
| 출처: INSEE |       |         |

## 같이 보기
- 오트손주